# Nomen sacrum

IHS oder JHS Christogramm der Westkirche

Nomina sacra (Singular: Nomen sacrum; lateinisch heiliger Name) wird als paläografischer Terminus technicus für die Tradition benutzt, verschiedene oft vorkommende heilige Namen, Titel oder Bezeichnungen in den frühen griechischen heiligen Schriften und in der theologischen Literatur abgekürzt zu schreiben.
Der Fachterminus Nomina sacra wurde durch Ludwig Traube geprägt, wobei er damit den Begriff der nomina dei des karolingischen Exegeten Christian von Stablo ersetzte. Anders als im säkularen und nicht christlichen Schriftwesen, wo Suspensionskürzungen vorherrschten, wurden für Nomina sacra von Anfang an Kontraktionskürzungen bevorzugt. Die Zusammenziehungen wurden durch einen Überstrich gekennzeichnet. Die von Traube vermutete Herleitung des Phänomens aus dem Schriftgebrauch des hellenistischen Judentums, anstelle des unaussprechlichen Tetragramms JHWH die Symbole ΘΣ und ΚΣ zu setzen, wird nicht mehr aufrechterhalten, doch „scheint eine allererste Anregung durch das Tetragramm in judenchristlichen Kreisen, etwa Alexandrias, möglich.“

## Christliche Inschriften und Initialen

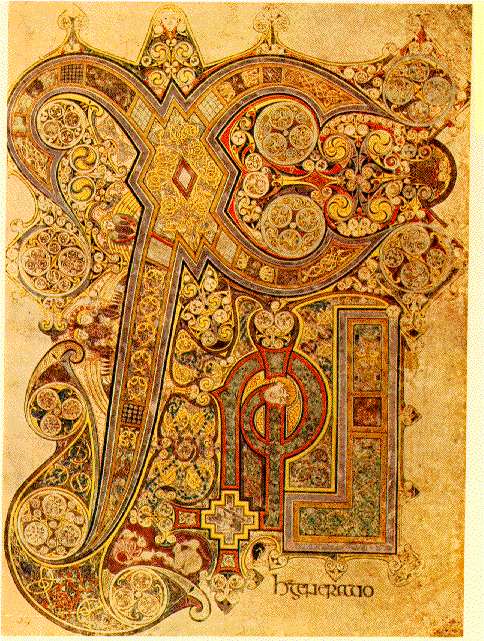
Christi autem generatio aus dem Book of Kells, Dublin, Trinity College Library 58, saec. IX. inc., fol. 34r, XPI für Christi

Nomina sacra finden sich schon in einigen der ältesten neutestamentlichen Handschriften z. B. in Papyrus {\displaystyle {\mathfrak {P}}}66. Die benutzten Abkürzungen können Hinweise für die paläographische Altersbestimmung geben.
Mit Beginn des dritten Jahrhunderts wurden die Nomina sacra in christlichen Inschriften manchmal verkürzt. Das führte zu einer Sequenz griechischer Buchstaben wie IH (Iota-Eta), IC (Iota-Sigma), oder IHC (Iota-Eta-Sigma) für Jesus (griechisch Ἰησοῦς Iēsous) sowie XC (Chi-Sigma), XP (Chi-Rho) und XPC (Chi-Rho-Sigma) für Christus (griechisch Christos). Hier steht „C“ für die unziale lunare („mondartige“) Form des griechischen Sigma (lunares Sigma). Früh wurde diese Praxis auch im lateinischsprachigen Westen übernommen, teils unter Beibehaltung griechischer, teils unter Verwendung lateinischer Schriftzeichen, teils von Mischalphabeten. So konnte etwa das griechische C (Sigma) nach seinem Klang in das lateinische Alphabet transkribiert werden, woraus sich dann IHS und XPS ergab. Rein lateinisch wurden DS (Deus), DNS (Dominus), PR (pater), SPS (spiritus), SCS (sanctus) NR (noster) INRI (Iesus Nazarenus rex Iudaeorum), später auch OMPS bzw. OPS (omnipotens) dargeboten. Auch die griechischen bzw. lateinischen Deklinationsendungen konnten dargestellt werden, indem der letzte Buchstabe entsprechend ersetzt wurde (DNI, DNM für Domini, Dominum usw.).
Verwandte Phänomene sind die Monogramme und die abgekürzten oder durch Initialen hervorgehobenen Anfangswörter am Beginn von Abschnitten innerhalb liturgischer Handschriften und Bibelhandschriften, die oft durch Initialen künstlerisch gestaltet und sinnstiftend ausgedeutet wurden, z. B. TI (Te igitur) am Beginn des Canon Missae, VD (vere dignum) am Beginn der Präfation, B (beatus vir) am Beginn des Psalters, LI oder LIB (liber generationis) am Beginn des Matthäusevangeliums, XPI (Christi autem generatio) am Beginn des Stammbaums Jesu im Matthäusevangelium (Mt 1,18), IN (initium evangelii) am Beginn des Markusevangeliums, Q (quoniam quidem) am Beginn des Lukasevangeliums oder INP (in principio) am Beginn des Johannesevangeliums.
Die Tradition der Nomina sacra findet sich auch in koptischen, armenischen, gotischen, georgischen und kirchenslawischen Handschriften (siehe Titlo).

## Liste griechischerNomina sacra
| Deutsche Bedeutung | Griechisches Wort | Transkription | Nominativ | Genitiv |
| ------------------ | ----------------- | ------------- | --------- | ------- |
| Gott               | Θεός              | Theos         | ΘΣ        | ΘΥ      |
| Herr               | Κύριος            | Kȳrios        | ΚΣ        | ΚΥ      |
| Jesus              | Ἰησοῦς            | Iēsous        | ΙΣ        | ΙΥ      |
| Christus           | Χριστός           | Christos      | ΧΣ        | ΧΥ      |
| Sohn               | Υἱός              | Hyios         | ΥΣ        | ΥΥ      |
| Geist              | Πνεῦμα            | Pneuma        | ΠΝΑ       | ΠΝΣ     |
| David              | Δαυίδ             | Dauid         | ΔΑΔ       |         |
| Kreuz              | Σταυρός           | Stauros       | ΣΤΣ       | ΣΤΥ     |
| Mutter             | Μήτηρ             | Mētēr         | ΜΗΡ       | ΜΡΣ     |
| Vater              | Πατήρ             | Patēr         | ΠΗΡ       | ΠΡΣ     |
| Israel             | Ἰσραήλ            | Israēl        | ΙΗΛ       |         |
| Retter             | Σωτήρ             | Sōtēr         | ΣΗΡ       | ΣΡΣ     |
| Mensch             | Ἄνθρωπος          | Anthrōpos     | ΑΝΟΣ      | ΑΝΟΥ    |
| Jerusalem          | Ἰερουσαλήμ        | Ierousalēm    | ΙΛΗΜ      |         |
| Himmel             | Οὐρανός           | Ouranos       | ΟΥΝΟΣ     | ΟΥΝΟΥ   |
| Gottesgebärerin    | Θεοτόκος          | Theotokos     |           | ΘΚΟΥ    |